# Sílvia Morales i Martín
Silvia Morales Martín (Badalona, 6 maig de 1979) és una jugadora de bàsquet catalana, ja retirada.
Alera, es va formar als clubs CP Lloreda, Masnou Basquetbol i Universitari de Barcelona, va debutar a la Copa Catalunya la temporada 1997-98. Posteriorment, va jugar a l'Associació Esportiva Centre Sanfeliu l'Hospitalet, Bàsquet Femení l'Hospitalet, Agrupació Esportiva Sedis Bàsquet (2001-02), Club Bàsquet Olesa (2009-10) i Club Bàsquet Puig d'en Valls. Amb aquest darrer equip, va jugar durant set temporades destacant el subcampionat de la Copa de la Reina de 2009. Internacional amb la selecció espanyola en setze ocasions, va aconseguir la medalla de plata als Campionats d'Europa de bàsquet de 2007 i la medalla de bronze als Jocs Mediterranis de 2001. Amb la selecció catalana, va participar en la Copa de les Nacions de 2008. Va retirar-se de la competició al final de la temporada 2011-12.

## Palmarès
Clubs
- 1 Lliga catalana de bàsquet femenina: 2009-10

Selecció espanyola
- 1 medalla d'argent al Campionat d'Europa de bàsquet femení: 2007
- 1 medalla de bronze als Jocs Mediterranis de 2001